# Cthulhu Macula
Cthulhu Macula (formalmente Cthulhu Regio) é uma formação proeminente na superfície de Plutão, assemelhando-se à forma de uma baleia. É uma região ao longo do equador de Plutão, com quase 3.000 km de comprimento, e uma das formações geológicas mais escuras de Plutão. Fica a oeste de Sputnik Planitia, que pertence à Tombaugh Regio.

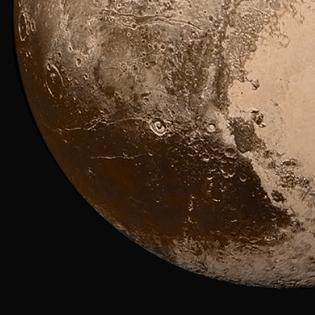
A região da "cabeça" de Cthulhu, com Sputnik Planitia à direita.
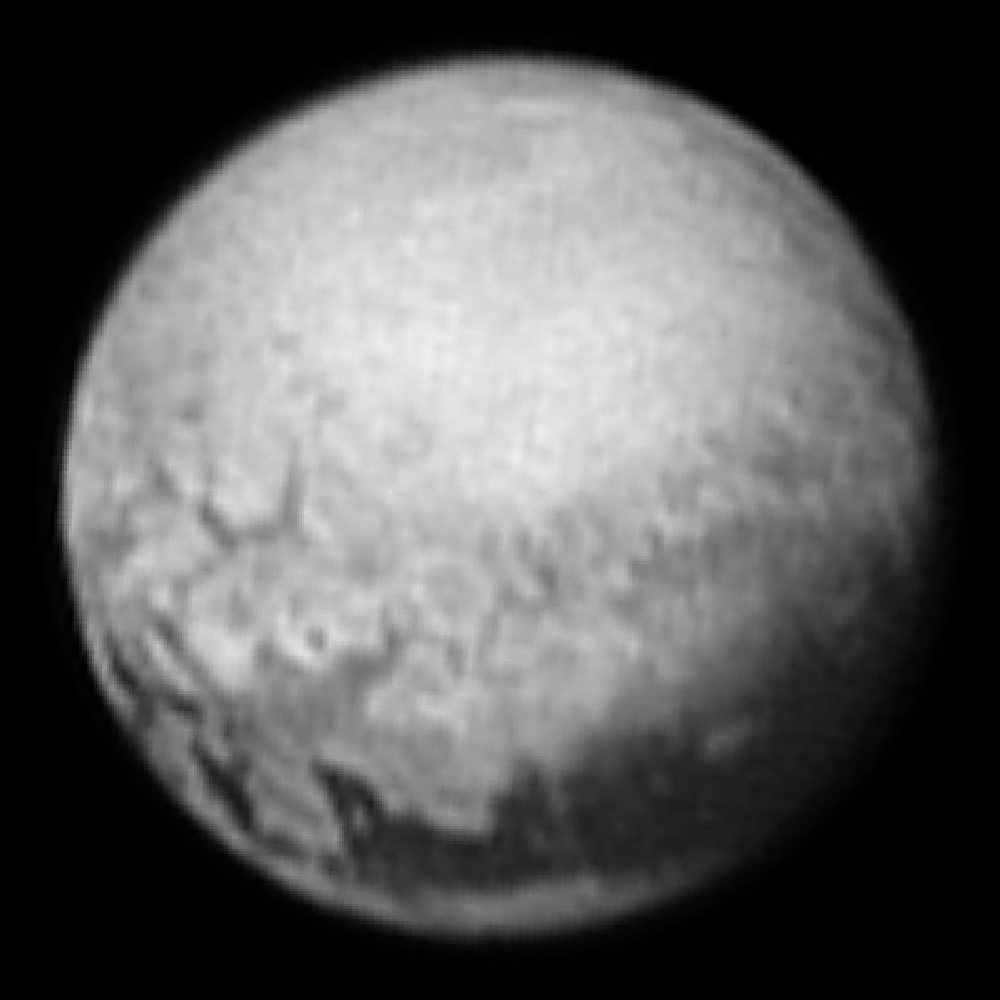
A região da "cauda" de Cthulhu, no bordo inferior da imagem. A "cabeça" estende-se para a direita, para além da parte visível de Plutão nesta fotografia.
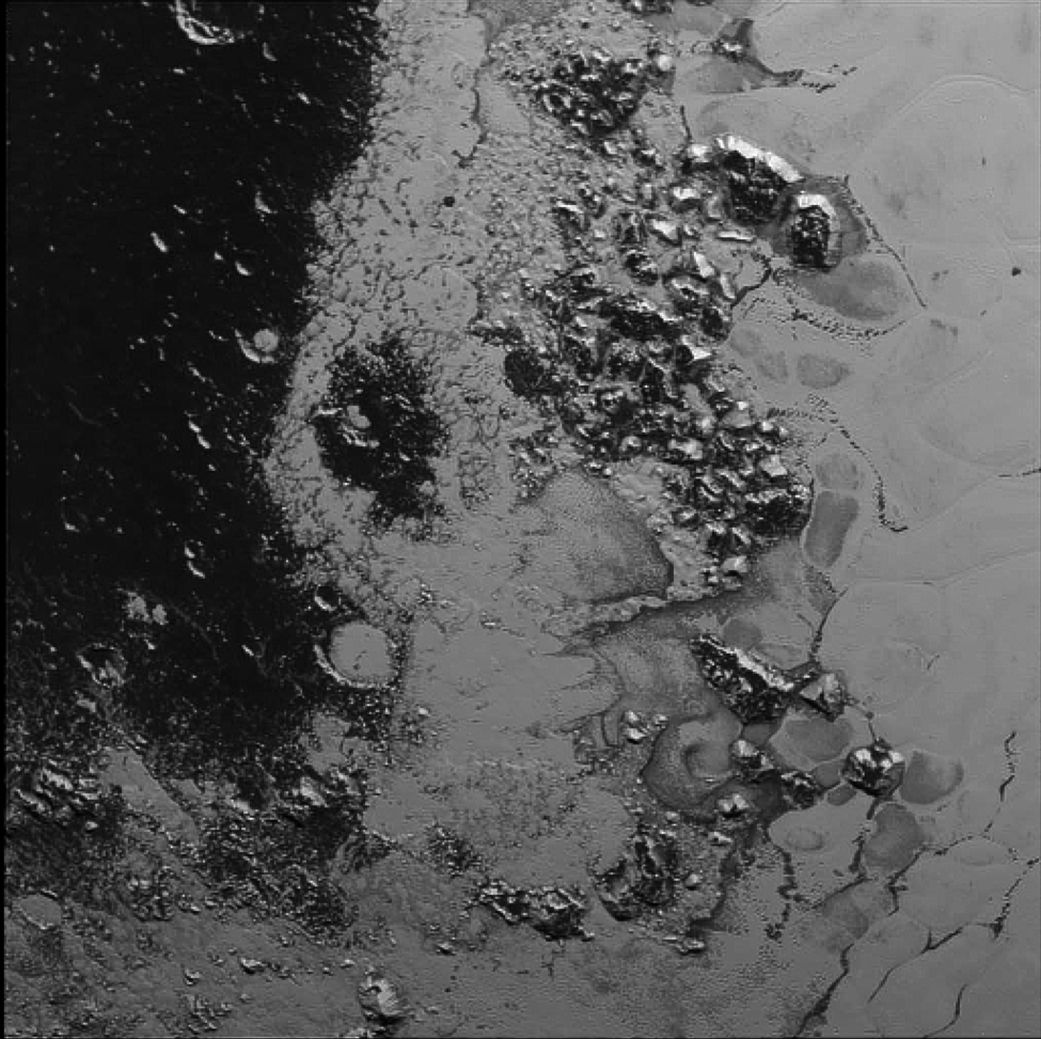
Esta imagem mostra a região entre a "cabeça" de Cthulhu (esquerda) e a brilhante Sputnik Planitia (direita), com as Montanhas Hillary no centro.
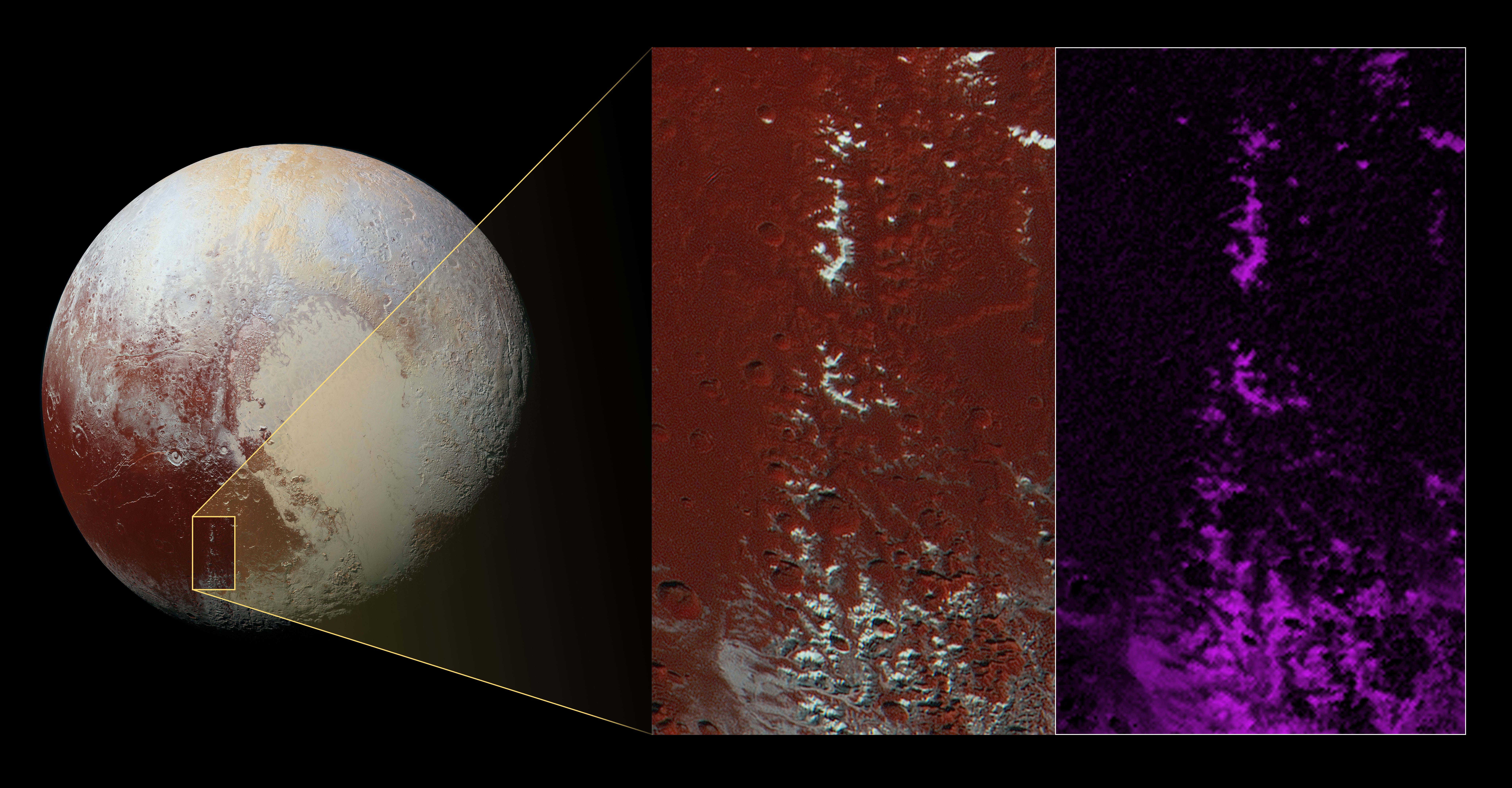
A camada de neve branca na cordilheira de Cthulhu Macula (cores destacadas, centro) corresponde à assinatura espectral do gelo de metano (a cor roxa na imagem a cores falsas obtida pelo telescópio Ralph a bordo da New Horizons, à direita).